# Egon Komorzynski (Ägyptologe)
Egon Komorzynski (vollständiger Name Egon von Komorzynski-Oszczynski, * 19. Juli 1910 in Wien; † 11. Juni 1989 in Sandl, Oberösterreich) war ein österreichischer Ägyptologe.
Egon Komrzynski, Sohn des Musikwissenschaftlers Egon Komrzynski, studierte Ägyptologie an der Universität Wien bei Wilhelm Czermak, Hermann Junker und Walter Till und wurde 1936 promoviert. Er grub 1937 in Gizeh unter Hermann Junker und war von 1933 bis 1938 als Hilfsassistent am Institut für Ägyptologie der Universität Wien tätig. 1939  war er als Volontär an der Ägyptisch-Orientalischen Abteilung des Kunsthistorischen Museums und der Papyrussammlung in Wien tätig. Während und nach dem Krieg arbeitete er für die Eisenbahn. 1948 wurde er Mitarbeiter des Kunsthistorischen Museums, seit 1952 leitete er die Abteilung als Nachfolger von Hans Demel, von 1964 bis zum Ruhestand 1976 als Direktor der Ägyptisch-Orientalischen Sammlung. Er wurde am Döblinger Friedhof bestattet.